# Єлантуб
Єланту́б (рос. Елантуб, башк. Йылантөп) — присілок у складі Дуванського району Башкортостану, Росія. Входить до складу Улькундинської сільської ради.
Населення — 85 осіб (2010; 119 у 2002).
Національний склад:
- татари — 97 %